# At The Arena ov Aion – Live Apostasy
At the Arena ov Aion – Live Apostasy – pierwszy album koncertowy grupy muzycznej Behemoth. Wydawnictwo ukazało się 31 października 2008 roku. Album został nagrany 17 lutego 2008 roku w paryskim klubie La Loco podczas europejskiej trasy promującej album The Apostasy. W 2009 roku płyta uzyskała nominację do nagrody polskiego przemysłu fonograficznego Fryderyka w kategorii Album roku – heavy metal. Zapis wideo koncertu ukazał się 5 listopada 2010 roku na wydawnictwie zatytułowanym Evangelia Heretika.

## Lista utworów
Opracowano na podstawie materiału źródłowego.
| Nr  | Tytuł utworu                    | Słowa                            | Muzyka             | Długość |
| --- | ------------------------------- | -------------------------------- | ------------------ | ------- |
| 1.  | „Rome 64 C.E.”                  | utwór instrumentalny             | Adam Darski        | 1:34    |
| 2.  | „Slaying the Prophets ov Isa”   | Adam Darski                      | Adam Darski        | 3:39    |
| 3.  | „Antichristian Phenomenon”      | Adam Darski                      | Adam Darski        | 4:13    |
| 4.  | „Demigod”                       | Adam Darski                      | Adam Darski        | 3:35    |
| 5.  | „From the Pagan Vastlands”      | Tomasz Krajewski                 | Adam Darski        | 3:56    |
| 6.  | „Conquer All”                   | Adam Darski                      | Adam Darski        | 4:17    |
| 7.  | „Prometherion”                  | Adam Darski                      | Adam Darski        | 3:14    |
| 8.  | „Drum Solo”                     | utwór instrumentalny             | Zbigniew Promiński | 1:14    |
| 9.  | „Slaves Shall Serve”            | Krzysztof Azarewicz              | Adam Darski        | 3:08    |
| 10. | „As Above So Below”             | Krzysztof Azarewicz              | Adam Darski        | 5:46    |
| 11. | „At the Left Hand ov God”       | Adam Darski, Krzysztof Azarewicz | Adam Darski        | 4:57    |
| 12. | „Summoning ov the Ancient Ones” | Adam Darski                      | Adam Darski        | 5:23    |
| 13. | „Christgrinding Avenue”         | Adam Darski                      | Adam Darski        | 4:04    |
| 14. | „Christians to the Lions”       | Adam Darski                      | Adam Darski        | 3:16    |
| 15. | „Sculpting the Throne ov Seth”  | Adam Darski                      | Adam Darski        | 4:55    |
| 16. | „Decade ov Therion”             | Krzysztof Azarewicz              | Adam Darski        | 2:47    |
| 17. | „Chant for Ezkaton 2000 e.v.”   | Krzysztof Azarewicz              | Adam Darski        | 5:28    |
|     |                                 |                                  |                    | 1:05:26 |

| Utwory dodatkowe – edycja Metalbox | Utwory dodatkowe – edycja Metalbox  | Utwory dodatkowe – edycja Metalbox | Utwory dodatkowe – edycja Metalbox | Utwory dodatkowe – edycja Metalbox |
| Nr                                 | Tytuł utworu                        | Słowa                              | Muzyka                             | Długość                            |
| ---------------------------------- | ----------------------------------- | ---------------------------------- | ---------------------------------- | ---------------------------------- |
| 1.                                 | „I Got Erection (cover Turbonegro)” |                                    |                                    | 03:44                              |
| 2.                                 | „Pure Evil & Hate”                  | Adam Darski                        | Adam Darski                        | 03:08                              |
|                                    |                                     |                                    |                                    | 6:52                               |

## Twórcy
Opracowano na podstawie materiału źródłowego.
| Zespół Behemoth w składzie - Adam „Nergal” Darski – wokal prowadzący, gitara elektryczna, produkcja muzyczna - Zbigniew „Inferno” Promiński – perkusja, produkcja muzyczna - Tomasz „Orion” Wróblewski – gitara basowa, wokal wspierający, produkcja muzyczna oraz - Patryk Dominik „Seth” Sztyber – gitara elektryczna, wokal wspierający | Produkcja - Tomasz „Graal” Daniłowicz – oprawa graficzna, okładka - Agnieszka Krysiuk, Daniel Falk, Martn Darksoul, Shelley Jambresic – zdjęcia - New Aeon Musick – producent wykonawczy - Stephane Buriez – realizacja - Kuba Mańkowski – inżynieria dźwięku (kwiecień-maj 2008, SoundsGreat Studio, Polska) - Tue Madsen – miksowanie (czerwiec 2008, Antfarm Studio, Dania) - Bjorn Engelmann – mastering (lipiec 2008, Cutting Room, Szwecja) |